# Vijay Singh
Vijay Singh (Lautoka, 22 de Fevereiro de 1963), apelidado de "The Big Fijian" (O Grande Fijiano), é um jogador de golfe de Fiji. Em 2004, além de conquistar seu bicampeonato no PGA Championship, ele foi líder do ranking.

## Títulos

### Torneios Major´s (3)
| Ano  | Campeonato           | Placar                | Margem    | Vice-campeão                  |
| ---- | -------------------- | --------------------- | --------- | ----------------------------- |
| 1998 | PGA Championship     | −9 (70-66-67-68=271)  | 2 tacadas | Steve Stricker                |
| 2000 | Masters de Golfe     | −10 (72-67-70-69=278) | 3 tacadas | Ernie Els                     |
| 2004 | PGA Championship (2) | −8 (67-68-69-76=280)  | Playoff 1 | Chris DiMarco, Justin Leonard |

1 Derrotou Justin Leonard e Chris DiMarco no playoff: Singh (3-3-4=10), Leonard (4-3-4=11), e DiMarco (4-3-4=11)